# Einblütige Wicke
Die Einblütige Wicke (Vicia articulata), auch Algaroba-Linse oder Wicklinse genannt, ist eine Pflanzenart aus der Gattung Wicken (Vicia) in der Unterfamilie der Schmetterlingsblütler (Faboideae) innerhalb der Familie der Hülsenfrüchtler (Fabaceae).

## Beschreibung

### Vegetative Merkmale
Die Einblütige Wicke ist eine einjährige krautige Pflanze, die Wuchshöhen von 20 bis 70 Zentimetern erreicht. Der niederliegende, aufsteigende oder kletternde Stängel ist kahl.
Die wechselständig angeordneten Laubblätter sind gefiedert mit fünf bis neun Fiederpaaren und einer Ranke. Die Fiederblättchen sind bei einer Länge von 5 bis 15 Millimetern sowie einer Breite von 1 bis 2 Millimetern linealisch-länglich. Von den beiden ungleichen Nebenblätter ist das kleine linealisch sowie sitzend und das größere nierenförmig mit borstlichen Zipfeln sowie gestielt.

### Generative Merkmale
Die Blütezeit reicht in Mitteleuropa von Juni bis Juli und auf der Iberischen Halbinsel von April bis Juni. Der 2,5 bis 3,5 Zentimeter lange, traubige Blütenstand enthält eine oder manchmal zwei Blüten. Die zwittrige Blüte ist 8 bis 12, selten bis zu 17 Millimeter lang; sie ist als Schmetterlingsblüte zygomorph und fünfzählig mit doppelter Blütenhülle. Die fünf Kelchblätter sind zu einer kurzen Kelchröhre verwachsen und die Kelchzähne sind viel länger als die Kelchröhre. Die bäulichweiße Blütenkrone besitzt die typische Form der Schmetterlingsblüte. Die Fahne ist lilafarben geadert.
Die 15 bis 35 Millimeter lange sowie etwa 6 bis 10 Millimeter breite Hülsenfrucht ist gelb, kahl und  enthält zwei bis vier Samen. Die Samen sind etwa 4 Millimeter groß.
Die Chromosomenzahl beträgt 2n = 14.

## Vorkommen
Die Einblütige Wicke ist ein mediterranes Florenelement. Das natürliche Verbreitungsgebiet der Einblütigen Wicke liegt in Südwesteuropa (beispielsweise Spanien) sowie Südeuropa (Italien inklusive Sardinien sowie Sizilien), Südosteuropa (ehemaliges Jugoslawien, Bulgarien sowie Griechenland) in Südwestasien (nur westliche Türkei und selten im Irak) und vielleicht in Ägypten. Die Einblütige Wicke ist in Portugal, Mitteleuropa, Makaronesien (nur Kanarische Inseln) und Nordamerika ein Neophyt.
Sie war früher in Deutschland ein unbeständiger Neophyt (Nur Adventivvorkommen) in den Sandgebieten des Rhein-Main-Gebiets, der Pfalz und am Unterlauf des Regen beobachtet worden, sie scheint aber heute dort verschollen zu sein.
In Spanien gedeiht sie in Feldern und an Wegrändern. Die Einblütige Wicke wurde früher in Mitteleuropa gelegentlich als Futterpflanze angebaut und sie ist dort zuweilen, meist unbeständig, verwildert. Verwildert besiedelt die Einblütige Wicke meist Getreidefelder oder Brachen.
Sie gedeiht in Mitteleuropa am besten auf nährstoffreiche, kalkarme oder kalkfreie Sandböden. Sie ist in Mitteleuropa eine Secalietea-Klassencharakterart.

## Systematik
Die Erstveröffentlichung von Vicia articulata erfolgte 1807 durch Jens Wilken Hornemann in Enumeratio Plantarum Horti Botanici Hafniensis (rev. ed.), S. 41. Ein Homonym ist Vicia articulata Willd., veröffentlicht 1809 durch Carl Ludwig von Willdenow in Enumeratio Plantarum Horti Botanici Berolinensis, ..., S. 764. Synonyme für Vicia articulata Hornem. sind: Vicia monanthos (L.) Desf., Vicia multifida Wallr., Vicia smyrnaea Boiss..
Vicia articulata gehört zur Sektion Ervoides aus der Untergattung Vicilla in der Gattung Vicia.